# Rhizogonium paramattense
Rhizogonium paramattense là một loài rêu trong họ Rhizogoniaceae. Loài này được (Müll. Hal.) Reichardt mô tả khoa học đầu tiên năm 1870.